# Маккэнн, Алистер
А́листер Эдвард Маккэнн (англ. Alistair Edward McCann; род. 4 декабря 1999, Эдинбург) — североирландский и шотландский футболист, полузащитник английского клуба «Престон Норт Энд».

## Клубная карьера
Маккэнн — воспитанник клуба «Сент-Джонстон». Родился в Эдинбурге, его братья Льюис (который также является футболистом) и Росс (который является шотландским игроком в регби-7) выросли в Шотландии в семье североирландца и англичанки.
В 2012 году он перешёл в академию «Сент-Джонстон». 29 января 2018 года он дебютировал за основной состав клуба. В феврале 2019 года Алистер на правах аренды перешёл в «Странраер». 31 августа 2021 года стал игроком клуба «Престон Норт Энд». 11 сентября в матче против «Бристоль Сити» он дебютировал в Чемпионшипе.

## Международная карьера
Выступал за юношеские сборные Северной Ирландию, в том числе до 21 года. 15 ноября 2020 года Макканн дебютировал за сборную в матче против Австрии.

## Достижения
«Сент-Джонстон»
- Обладатель Кубка Шотландии по футболу — 2020/21[10]
- Обладатель Кубка Шотландской лиги — 2020/21[11]